# Баздуль-Хубияр, Нура
Нура Баздуль-Хубияр (босн. Nura Bazdulj-Hubijar, родилась 20 августа 1951 в Фоче) — боснийская писательница, поэтесса, драматург.

## Биография
Уроженка Фочи, училась в школе и медицинском колледже Сараево, переехала жить в Травник. По образованию — микробиолог. Известна как автор множества рассказов, повестей и романов, а также сборников стихов и драматических произведений. Публикуется в детских журналах.

## Премии и награды
- Золотой перстень с бриллиантом на церемонии «Женщина года '97» в области искусства
- Премия за лучший роман на анонимном конкурсе фонда Сороса в Боснии и Герцеговине (Baš mi je žao, 1998)
- Премия за лучшую радиопостановку драмы на анонимном конкурсе Радио Боснии и Герцеговины (Sablja i pero, 1999)
- Премия газеты «Večernji list» за лучший роман (Kad je bio juli, 2005)